# Brian Baloyi
Brian Bafana Baloyi (Alexandra, 16 de março de 1974) é um ex-futebolista sul-africano, que jogou a Copa do Mundo FIFA de 1998 por seu país. Fez sucesso no Kaizer Chiefs, tendo inclusive recebido o apelido de "Homem-Aranha".

## Carreira
Brian Bafana Baloyi representou a Seleção Sul-Africana de Futebol, nas Olimpíadas de 2000. 